# Danuta Tyrawska-Spychałowa
Danuta Tyrawska-Spychałowa (ur. 1930, zm. 2000) – polska biochemik, profesor nauk biologicznych. Była zatrudniona w Centrum Badań Ekologicznych Polskiej Akademii Nauk. Pełniła też funkcję rektora Wyższej Szkoły Rolniczo-Pedagogicznej w Siedlcach, w latach 1976–1981.